# Пархоменко, Элеонора Ивановна
Элеонора Ивановна Пархоменко — российский учёный в области физики Земли, лауреат Государственной премии СССР.

## Биография
Родилась в Иркутске 2 сентября 1920 г. В 1943 г. окончила металлургический факультет Иркутского горнометаллургического института.
В 1943—1949 гг. инженер на оборонном предприятии — заводе № 39 Министерства авиационной промышленности (Иркутск).
С 1950 г. и до последних дней жизни работала в Объединенном Институте физики Земли им. О. Ю. Шмидта АН СССР (РАН).
В 1957 защитила кандидатскую, в 1985 — докторскую диссертацию («Электрические свойства минералов и горных пород при высоких давлениях и температурах»), доктор физико-математических наук.
Публикации:
- Электропроводность горных пород при высоких давлениях и температурах [Текст] / Э. И. Пархоменко, А. Т. Бондаренко. — Москва : Наука, 1972. — 279 с. : черт.; 21 см.
- Пьезоэлектрический эффект горных пород [Текст] : Автореферат дис., представленной на соискание ученой степени кандидата физико-математических наук / Акад. наук СССР. Ин-т физики Земли. — Москва : [б. и.], 1957. — 13 с.; 20 см.
- Явления электризации в горных породах [Текст] / АН СССР. Ин-т физики Земли им. О. Ю. Шмидта. — Москва : Наука, 1968. — 255 с. : ил.; 22 см.
- Электрические свойства горных пород [Текст] / Акад. наук СССР. Ин-т физики Земли им. О. Ю. Шмидта. — Москва : Наука, 1965. — 164 с. : черт.; 27 см.
- Геоэлектрические свойства минералов и горных пород при высоких давлениях и температурах / Э. И. Пархоменко; Отв. ред. В. Н. Жарков; АН СССР, Ин-т физики Земли им. О. Ю. Шмидта. — М. : Наука, 1989. — 197,[1] с. : ил.; 22 см; ISBN 5-02-000667-X :
- Физико-механические свойства горных пород и минералов при высоких давлениях и температурах [Текст] / Отв. ред. Э. И. Пархоменко ; АН СССР. Ин-т физики Земли им. О. Ю. Шмидта. — Москва : Наука, 1974. — 222 с., 1 л. ил. : ил.; 27 см.

Соавтор научного открытия: Пьезоэлектрические свойства горных пород. М. П. Воларович, Э. И. Пархоменко. № 57 с приоритетом от 28 апреля 1954 г.
Лауреат Государственной премии СССР (1973) — за открытие пьезоэлектрического эффекта горных пород, разработку и внедрение в практику геологоразведочных работ пьезоэлектрического метода поисков и разведки месторождений полезных ископаемых.
Умерла 25 июня 2002 г.